# Sierra del Açor
La Sierra del Açor es una sierra en el centro de Portugal, junto a la Sierra de la Estrella, que comprende áreas de seis municipios, en la totalidad: Arganil, Pampilhosa de la Sierra, parcialmente: franjas de la Covillana, Seia, Oliveira do Hospital y Góis, donde se localizan freguesias históricas como el Piódão, Vide, Avô y Fajão.
La Sierra del Açor forma parte de la Cordillera Céntrica, de que forman parte la Sierra de la Lousã, Açor y Sierra de la Estrella. Tiene varios puntos de gran elevación, de que se destacan, El Monte del Colcurinho (1242 m de altitud), el Alto de S. Pedro (1341 m), Alto Ceira y lo Pico de Cebola (con 1418 m), punto más alto del distrito de Coímbra. Todos estos lugares, son zonas de gran belleza y puntos de interés turístico a visitar. Ahí se sitúa el área de Paisaje Protegido de la Sierra del Açor.

## Referencias

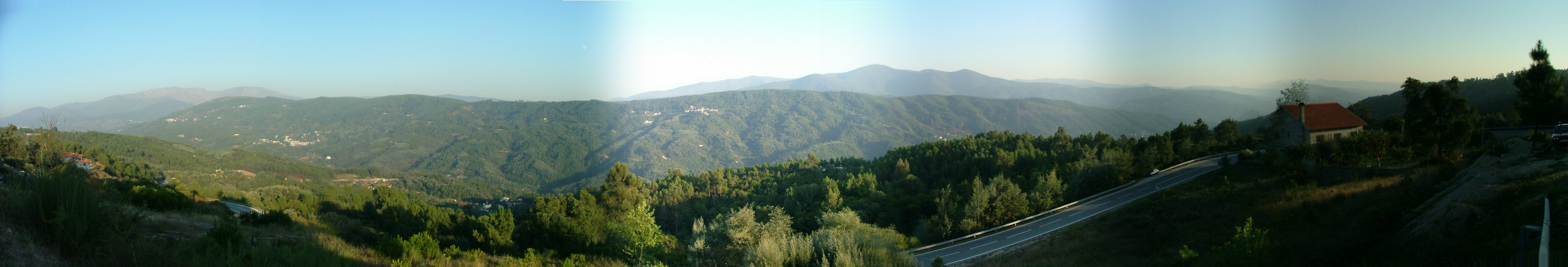
Sierra del Açor